# Érico Cardoso
Érico Cardoso är en kommun i Brasilien.   Den ligger i delstaten Bahia, i den östra delen av landet, 700 km öster om huvudstaden Brasília. Antalet invånare är 10 855. Arean är 701 kvadratkilometer.
Terrängen i Érico Cardoso är huvudsakligen kuperad, men åt sydost är den bergig.
I omgivningarna runt Érico Cardoso växer huvudsakligen savannskog. Runt Érico Cardoso är det glesbefolkat, med 18 invånare per kvadratkilometer.